# 挺進連隊

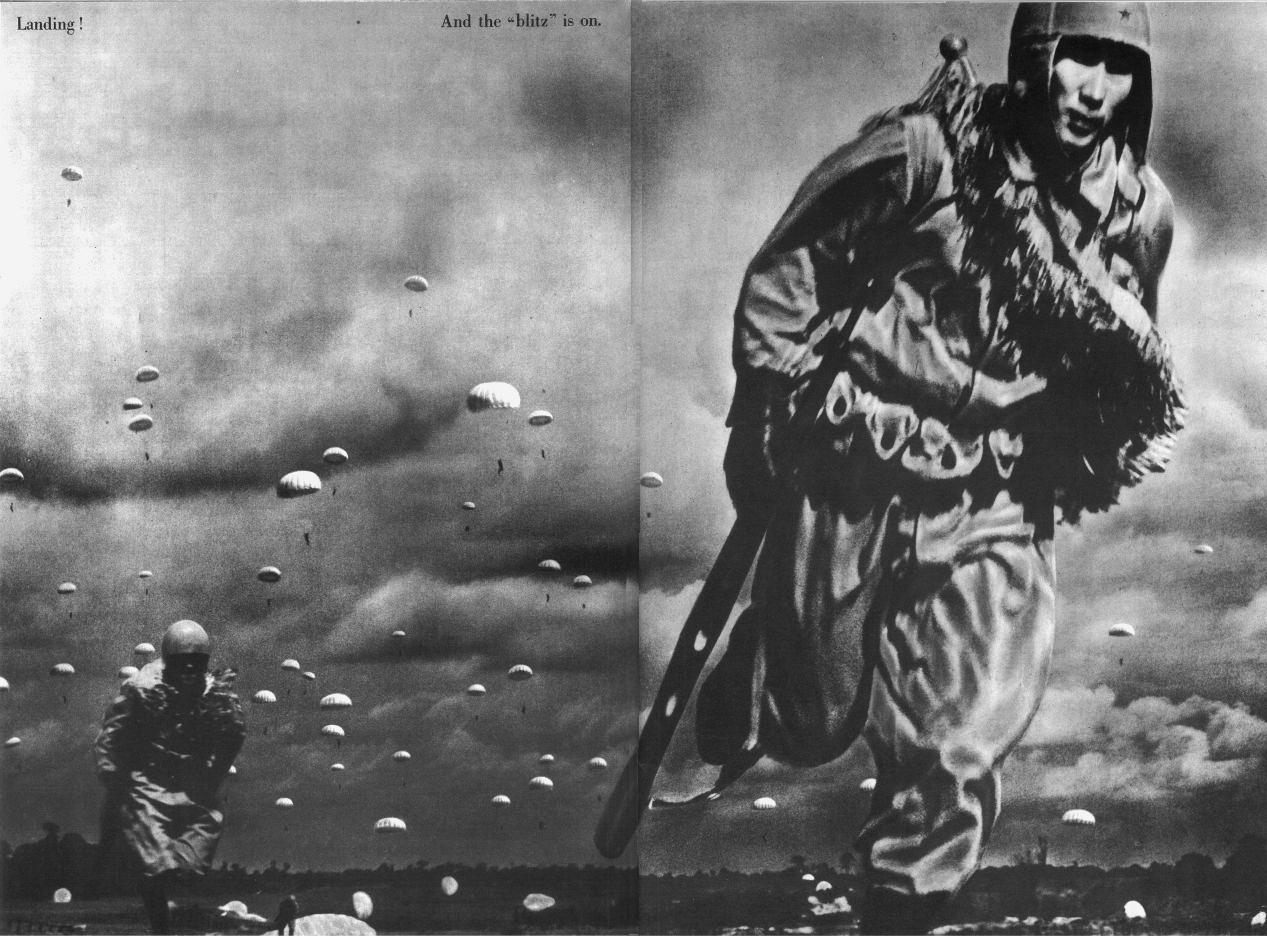
パレンバン空挺作戦における挺進兵

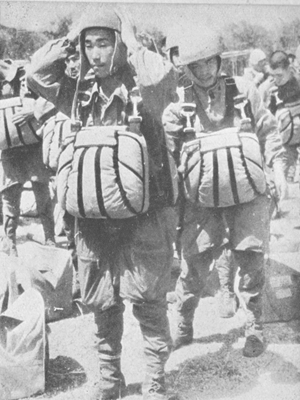
各種専用装具を着用した挺進兵

挺進連隊（ていしんれんたい、挺進聯隊）とは、大日本帝国陸軍の部隊編制（連隊）の一つで、空挺作戦用の空挺部隊（落下傘部隊）である。第二次世界大戦時に創設されパレンバン空挺作戦（パレンバン降下作戦）などを行った。通称は挺進部隊（陸軍挺進部隊）、陸軍落下傘部隊、陸軍空挺部隊など。愛称は空の神兵。
挺進連隊は、複数個連隊や支援部隊を合わせた旅団に相当する団である挺進団（ていしんだん）を構成し戦闘序列に編入され、大戦後期には更なる上級部隊として師団に相当する集団である挺進集団（ていしんしゅうだん）が編成された。帝国陸軍における挺進連隊の軍隊符号はRi、挺進団はRB、挺進集団はRD。
本項ではグライダー空挺部隊である滑空歩兵連隊（かっくうほへいれんたい、Ki）についても詳述する。

## 「挺進」
旧日本軍（陸海軍）の用語で「挺進」とは「主力から飛び離れて進むこと（主力部隊のいる前線より更に前方の敵地を進む）」であり、それ自体ではエアボーン（空挺）を意味しない。そのため、エアボーンに限定するには「空中挺進」ないし「空輸挺進」を略した、日本陸軍の造語である「空挺（くうてい）」と称することになる。また、「挺進」の同音異義語である「挺身」の表記は誤記であり、これら空挺部隊やコマンド部隊などについては「挺進」と正式に表記することにも注意を要する。
なお、日本陸軍は第二次大戦末期の師団や旅団といった地上部隊の一部に「挺進大隊」という部隊を編合しているが、これは空挺部隊ではなく、コマンド部隊の性格を持つ歩兵であった。日露戦争中の永沼挺進隊は騎兵コマンド部隊、マレー作戦における佐伯挺進隊は戦車と装甲車を主体とする機甲コマンド部隊（捜索連隊）であった。また、大戦末期に編成された海上挺進戦隊は投下爆雷を装備した攻撃艇を操舵し敵艦船に肉薄攻撃する特殊攻撃部隊であり、日本海軍の海上挺進部隊は人間魚雷を主装備とした軽巡洋艦・駆逐艦による米軍輸送船団への夜間奇襲攻撃部隊であった。

## 部隊マーク

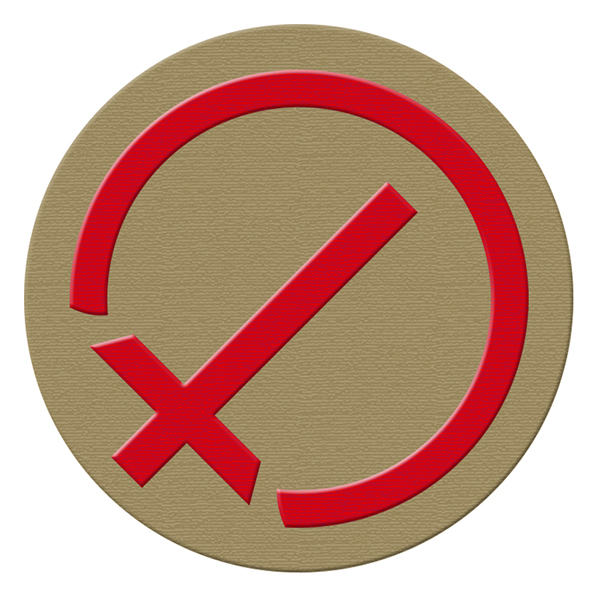
部隊マーク

挺進部隊は落下傘を意匠化（丸に斜め十字）した部隊マーク（部隊章）を使用しており、挺進兵（空挺兵）は徽章にした部隊マークを軍服に佩用するなどした。また、この意匠は挺進飛行戦隊等の部隊マークとしても使用され所属輸送機の垂直尾翼に描かれていた。
更に1943年（昭和18年）には、翼を広げた金色の鵄（金鵄）を意匠とし、挺進部隊長及び挺進部隊に属する降下者たる挺進兵をその対象とする「挺進部隊降下者用特別胸章（俗称は挺進胸章）」が制定され、挺進兵は軍服の右胸にこれを佩用した。

## 概要

### 創設
第二次世界大戦初期のドイツ軍空挺部隊の活躍に刺激された日本陸軍は、空挺部隊と空挺兵（挺進兵）の創設育成に着手した。1940年（昭和15年）秋より朝日新聞社から提供を受けたアメリカ陸軍空挺部隊の写真を参考に研究が始まり、浜松陸軍飛行学校に練習部を設置して機材や人員を徐々に整えた。読売遊園落下傘塔での練習を経て、1941年（昭和16年）2月20日に初の有人降下に成功した。
その後、5月に満州の白城子陸軍飛行学校に拠点を移し、10月には日本本土の宮崎県新田原・唐瀬原に帰還して陸軍挺進練習部となった。陸軍挺進練習部長には久米精一大佐が着任した。11月5日に最初の空挺部隊である教導挺進第1連隊（教導挺進第1聯隊）が編成された。

### 初陣

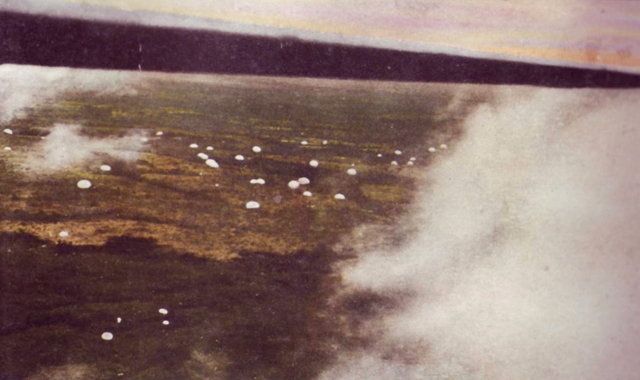
パレンバンに降下する挺進部隊

太平洋戦争（大東亜戦争）開戦直前の12月4日には、挺進第1連隊(挺進第1聯隊、1Ri)と、輸送機により空挺兵や物資の輸送降下を担当する飛行戦隊である挺進飛行戦隊(RFR)から成る第1挺進団(1RB)が編成完結した。まもなく、挺進第2連隊(挺進第2聯隊、2Ri)も編成された。
開戦後、蘭印作戦におけるスマトラ島パレンバンへの降下作戦（パレンバン空挺作戦・パレンバン降下作戦）には、久米精一大佐率いる第1挺進団（挺進第1連隊欠）が動員投入され、日本陸軍最初の空挺作戦を成功させた。

### 拡充

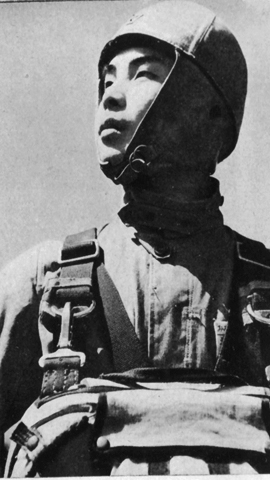
挺進兵

南方作戦終了後、第1挺進団（挺進第2連隊欠）は宇都宮において昭和天皇の前で降下演習「テ号演習」を披露した。
その後に組織改編があり、第1挺進団司令部は復員し再度陸軍挺進練習部となり、各挺進連隊は同練習部の隷下に戻った。この頃までに重装備を輸送できる軍用グライダーへの期待が高まり、グライダー空挺部隊である挺進第5連隊の編成などが行われた。後にグライダー空挺部隊は滑空歩兵連隊（滑空歩兵聯隊、Ki）に改称され、最終的に4個挺進連隊と2個滑空歩兵連隊が基幹戦力となった。空挺戦車の研究も行われ、挺進戦車隊(RTK)が編成されている。支援航空部隊としては、輸送機の挺進飛行戦隊2個とグライダーの滑空飛行戦隊(KFR)1個が整備された。
この間、1943年（昭和18年）6月には東部ニューギニア内陸のベナベナ（en）攻略への投入が検討され、第1挺進団が動員されてペリリュー島やウェワクまで進出したが、実施には至らなかった。その後、同年11月にスマトラ島へ移動して、インド国民軍へのパラシュート降下教育を行いつつ、ビルマ戦線への出撃の機会をうかがったが、1944年（昭和19年）7月に日本本土へ帰還した。

### 挺進集団
1944年（昭和19年）秋にレイテ島の戦いが始まると、11月末に陸軍挺進練習部を廃止して飛行師団に準じた事実上の「空挺師団」である第1挺進集団(1RD)が編成された。2個挺進団（各2個挺進連隊）と2個滑空歩兵連隊、挺進飛行団（RFB。2個挺進飛行戦隊、1個滑空飛行戦隊）など、陸軍空挺部隊の全てが隷属する建前となった。もっとも、すでに一足先に動員された第2挺進団はルソン島に進出済みで、その後も第1挺進団が本土に残置されるなど、挺進集団としてまとまって運用される機会は無かった。

### 大戦後期の戦闘

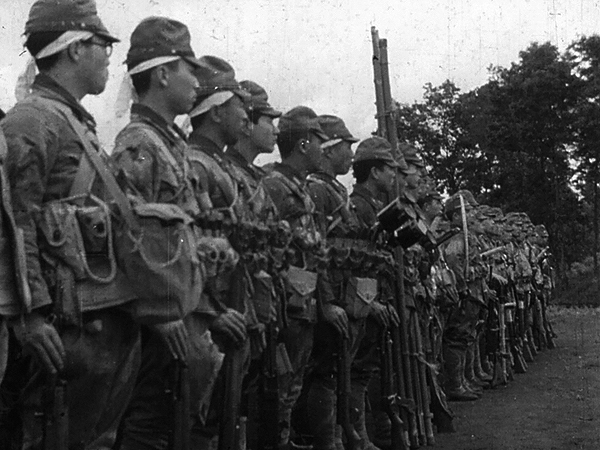
義烈空挺隊

大戦後期の戦闘で陸軍空挺部隊は、飛行場を襲撃して敵航空機を地上撃破するための戦力として使用された。
レイテ島の戦いでは、第2挺進団(2RB)が高千穂空挺隊と称してレイテ島の飛行場群への空挺作戦を行い、一定の成果を上げた（「テ号作戦」）。沖縄戦では挺進第1連隊から抽出された奥山道郎少佐率いる義烈空挺隊が、アメリカ軍占領下の飛行場へ強行着陸してコマンド作戦を行った（「義号作戦」）。
園田直大尉率いる第2剣部隊（挺進第1連隊の2個中隊）も、海軍空挺部隊と協同でマリアナ諸島の飛行場・原爆貯蔵施設を襲撃する「剣号作戦」に参加予定だったが実行直前に終戦を迎えた。沖縄へのグライダー降下作戦も計画されたが、これも同じく実行前に終戦を迎えた。このほか、正規の空挺部隊ではないが、高砂義勇兵による薫空挺隊がレイテ島で強行着陸を試みており、こちらも義烈空挺隊同様に「義号作戦」と呼ばれている。
残存部隊は通常の地上部隊として配備された。ルソン島の戦いでは2個滑空歩兵連隊を基幹戦力として第1挺進集団が投入されたが、約半数は海上輸送中に失われ、残余はクラーク飛行場群の守備隊として壊滅した。

### 戦後
敗戦後、挺進部隊とともに日本陸軍は解体されるが、新たに創設された陸上自衛隊においても空挺部隊の編成が模索され、1954年（昭和29年）に衣笠駿雄元陸軍少佐を長とする第1次研究員20名がアメリカ陸軍の指導により落下傘降下訓練を開始した。この第1次研究員20名こそが、大戦末期に旧陸軍の挺進部隊において教育途中であった元挺進兵であった。翌1955年（昭和30年）、衣笠以下第1次研究員らのもと臨時空挺練習隊（空挺教育隊の前身）が創設され規模を拡充、1958年（昭和33年）に第1空挺団が編成された。衣笠元陸軍少佐は陸自空挺部隊の創始者として、臨時空挺練習隊および初代空挺教育隊長・初代第1空挺団長を歴任し、更には第8代陸上幕僚長・第6代統合幕僚会議議長（最終階級は統幕議長たる陸将）となった。
また、この第1空挺団創成期に空挺教育隊研究科長を務めていた田中賢一元陸軍少佐（のち空挺普通科群長、第1空挺団副団長。最終階級は陸将補）は、戦時中は挺進部隊のその創成期から一貫して所属していた挺進兵であり（最終時は第1挺進戦車隊長）、挺進部隊（旧挺）の伝統継承に尽力し空挺団の土台を構築している。
陸上自衛隊第1空挺団創設には、日本陸軍および挺進部隊の関係者が多く深く関わっているこれらの経緯から、陸自空挺部隊（第1空挺団）の事実上の前身は旧陸軍空挺部隊（第1挺進集団）と目され、また第1空挺団においても旧陸軍空挺部隊の伝統を継承するものと公言されている。
陸自空挺部隊およびそのOB会である全日本空挺同志会では旧陸軍空挺部隊は「旧挺」と称され、文化面の伝統継承でも軍歌『空の神兵』のみならず、習志野駐屯地内の空挺館（旧陸軍施設）における旧陸軍空挺部隊の顕彰展示、同駐屯地への「空の神兵之像」建立（全日本空挺同志会寄贈）などがされている。

## 編制

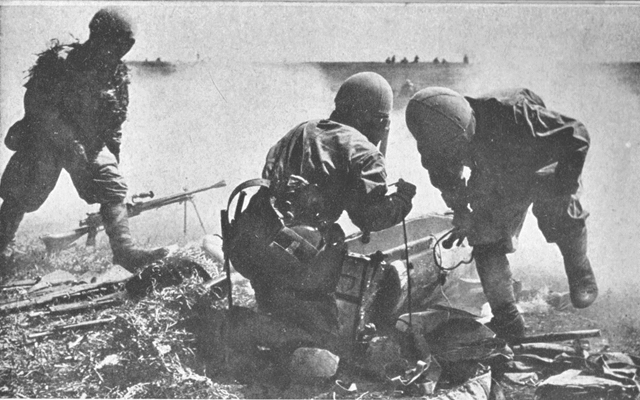
別途落下傘投下される「物料箱」から各種武器や装備を取る挺進兵。左奥には九九式軽機関銃が見える

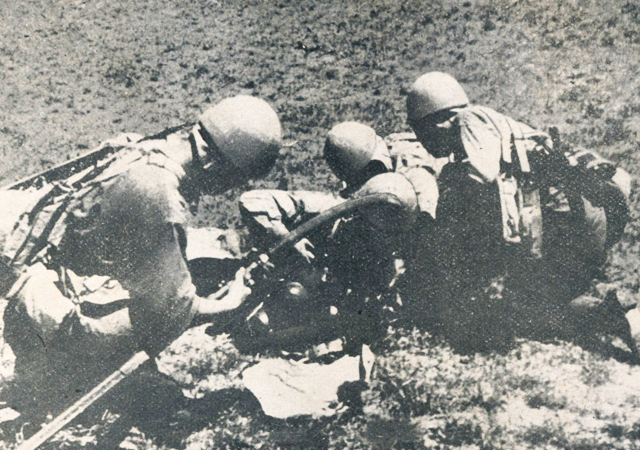
降下後に一〇〇式火焔発射機を手に取る挺進兵

### 大戦前期の挺進連隊
1941年11月の挺進第1連隊の編制。総員773名。歩兵連隊と異なって大隊結節を持たない小規模の連隊で、連隊長は少佐である。実質は歩兵大隊に近いが、機関銃中隊を持っておらず、最初から各中隊に分属されている。
- 連隊本部（通信班を除き60名）
  - 通信班（45名）
- 中隊（167名） ×4
  - 小隊 ×3
  - 機関銃小隊

### 大戦後期の挺進連隊
1943年9月の改編後の挺進第3連隊、挺進第4連隊の編制。大隊結節が無いのは変化が無いが、重火器中隊が設けられて火力が増している。総人員は816名。なお、編成時の挺進第5連隊はここに挙げた連隊と同規模の歩兵大隊1個のほか、重火器大隊から成っていた。これは挺進集団直轄となる予定だった山砲中隊・速射砲中隊・機関砲中隊を仮に編入したものである。連隊長は中佐ないし少佐。
- 連隊本部
- 中隊（158名） ×3
- 作業中隊（158名） - 工兵の機能を併せ持った歩兵。鉄条網破壊用の機材や火炎放射器6機を装備[18]。
- 重火器中隊（148名） - 九二式歩兵砲 4門、九七式曲射歩兵砲 4門[18]

### 滑空歩兵連隊
滑空歩兵連隊も挺進連隊と同様に大隊結節を持たない小型連隊である。類似した編制であるが、パラシュート降下ではなくグライダー着陸によるために比較的長射程の重装備を有している。総人員は八百数十名。
- 連隊本部
- 中隊 ×3
- 作業中隊
- 山砲中隊 - 九四式山砲 4門
- 速射砲中隊 - 一式機動四十七粍砲 6門

## 戦歴

### パレンバン空挺作戦

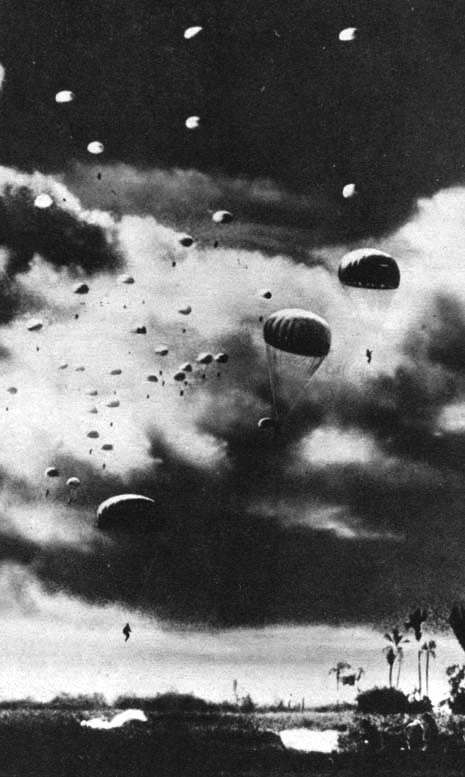
パレンバンに降下する挺進部隊

1942年、パレンバン空挺作戦には挺進第1連隊が投入される予定であったが、移動途中で輸送船「明光丸」が発火事故を起こして沈没し装備を失ったうえ、パラチフスが隊内に流行したため、挺進第2連隊が交代した。2月14日、挺進飛行戦隊、第12輸送飛行中隊、飛行第98戦隊（物資投下担当）、飛行第64戦隊・飛行第59戦隊（戦闘機による直掩・間掩。戦闘機隊の総指揮官は第64戦隊長加藤建夫）の支援で、挺進第2連隊からなる第1挺進団・約400名が降下しオランダ軍守備隊と戦闘、結果、パレンバン大油田とロイヤル・ダッチ・シェルの製油所、および飛行場2箇所をほぼ無傷で制圧した。
原油を中心とする「資源地帯の確保」は日本の太平洋戦争開戦理由のひとつであり、陸海軍の南方作戦における最重要攻略目標（最重要戦略目標）である、東アジア屈指の産油地パレンバン油田と製油所を確保した挺進連隊の活躍は目覚しいものであり、日本国内においてその戦果は翌日の大本営発表第192号にて以下のように発表された。
これはマスメディアなどでも大々的に宣伝され、またのちに公開・発表された映画・軍歌と合わせ、空の神兵・陸軍落下傘部隊として国民に広く知られるようになった。

### ラシオ空挺作戦
1942年3月9日、ジャワ作戦は終了し挺進団はビルマに前進を命じられた。参加部隊は挺進第1連隊、挺進第2連隊の第3中隊および集成隊から成り、第1連隊長武田少佐が指揮を執るとされた。同年3月19日にプノンペンを列車に乗って出発、4月8日にラングーンに到着。敗走する敵軍を包囲するためラシオに部隊を降下させ、追撃していた第56師団と挟撃し包囲撃滅しようとした。
しかし、降下の時期と航空機の輸送能力の問題で過小戦力を投入することに上級司令部は躊躇していた。飛行隊の集結はやや遅れており、4月23日に第5飛行師団司令部に挺進団幹部が集まり空挺作戦の具体的検討を始めた。挺進飛行隊は5月5日頃にトングー飛行場から出撃しラシオを急襲する計画であった。第56師団の進撃速度は速く、準備不足のまま27日か28日に決行する予定であったが第5飛行師団長小畑英良は29日の決行を命じた。
この作戦はパレンバンと違い奪取すべき目標が無く、退路を遮断できる緊要地形が付近には無かった。このため、敵に混乱状態を生起させるため敵部隊が所在していそうな場所に降下させる計画であった。決行日の29日朝に部隊は出撃するも、悪天候のため引き返した。この際に1機が山中に墜落、1機は片方のエンジンが故障のまま飛行したが着陸寸前に墜落した。第56師団は同日正午にラシオに突入しこれを占領した。

### 高千穂空挺隊

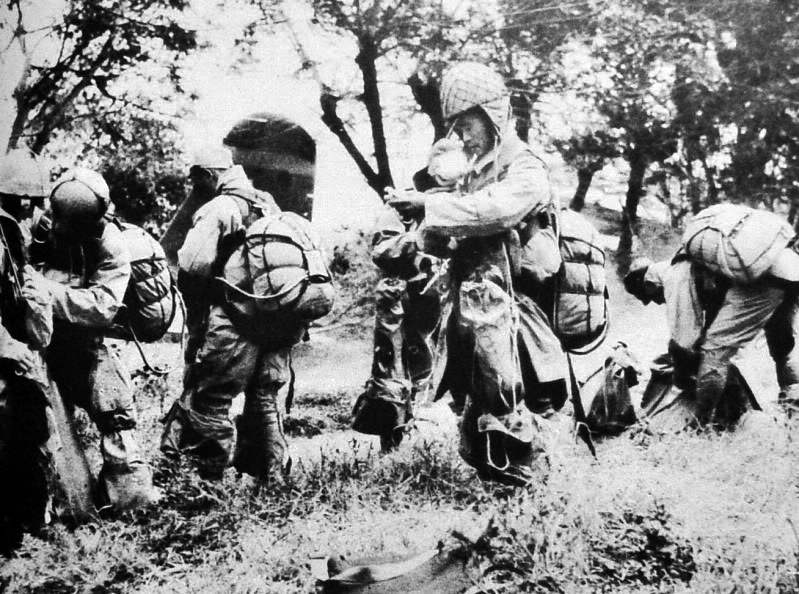
ルソン島クラーク飛行場にて出撃準備中の挺進兵

レイテ島の戦いにおいて、第2挺進団（団司令部の秘匿名「高千穂部隊」）が、地上総攻撃と呼応してレイテ島のブラウエン飛行場群及びタクロバン飛行場、ドラッグ飛行場への空挺攻撃を実施した。「テ号作戦」と命名され、飛行場を一時的にでも制圧して、「多号」輸送船団を間接支援することが目的であった。1944年12月6日、挺進第3連隊主力と挺進第4連隊の一部が、ルソン島から発進した挺進飛行第1戦隊（秘匿名「霧島部隊」）と挺進飛行第2戦隊の一部などにより輸送されて、パラシュート降下及び強行着陸を行った。以上の第一次攻撃の参加兵力は空挺兵約460名、輸送担当が輸送機35機と重爆撃機4機、援護機の重爆撃機13機と戦闘機30機以上、軽爆撃機若干などだった。降下した高千穂部隊は、付近を防衛していたアメリカ軍第11空挺師団と空挺兵同士で交戦した。若干は飛行場に突入して航空機の破壊に成功したが、海上輸送も地上総攻撃も失敗したため、敵飛行場への空挺攻撃も打ち切りとなった。
出撃待機中だった高千穂空挺隊の残部444名は、レイテ島西岸オルモック湾に上陸したアメリカ軍の迎撃に振り向けられ、挺進第4連隊長に率いられてバレンシア飛行場などの日本側支配地域にパラシュート降下した。第一次降下で輸送機の多くが失われていたため、12月8日～14日に分散せざるを得なかった。多数の機関短銃などの優秀な装備を生かして、オルモック地区での防衛戦闘や、第35軍司令部の護衛などに活躍した。生存者の主力は第35軍司令部のレイテ脱出に付き添い、到着した先のセブ島の戦いやミンダナオ島の戦いに加わった。
なお、レイテ島に降下しなかった残存人員や地上要員は、主にルソン島で第10師団の指揮下に入り、こちらも高千穂部隊と称してバレテ峠の戦闘に参加した。一部はネグロス島に空輸されて第102師団歩兵第77旅団の指揮下に入り、ネグロス島で戦った。

### クラーク飛行場攻防戦
ルソン島の戦いにおいて、滑空歩兵第2連隊を主力とする第1挺進集団（集団長:塚田理喜智中将）が、クラーク地区飛行場群の防衛部隊として地上戦に参加した。すでに制空権確保の困難から大規模な空挺作戦の見込みは無いことから、輸送機の大半は残置されたほか、第1挺進団や第1挺進戦車隊も日本本土に残置された。さらに、滑空歩兵第1連隊主力などは、空母「雲龍」での進出途上で撃沈されてしまった。
クラーク地区の防衛部隊は塚田中将を集団長とする建武集団に編成されたが、大半が陸海軍の航空部隊であり、第1挺進集団は希少な正規陸戦部隊として中核に据えられた。重装備のアメリカ軍に正面から対抗することは所詮困難で、短期間の戦闘で建武集団は突破された。残存兵力は山岳地帯に後退して消耗しつつ終戦を迎えた。
挺進工兵隊主力は挺進集団と離れてバギオ付近で戦闘した。

### 義烈空挺隊

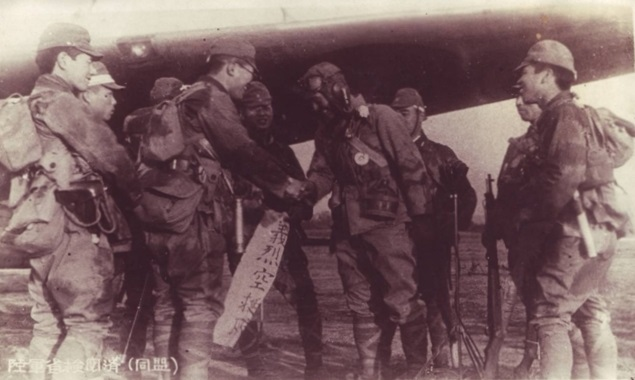
出撃前に握手を交わす義烈空挺隊の奥山大尉（左）と諏訪部大尉（右）

挺進第1連隊の抽出人員を基幹に編成され、第3独立飛行隊所属の九七式重爆撃機12機で、沖縄のアメリカ軍飛行場への強行着陸を試みた。少なくとも1機は突入に成功し、アメリカ軍機や飛行場設備に被害を与えた。

## 装備

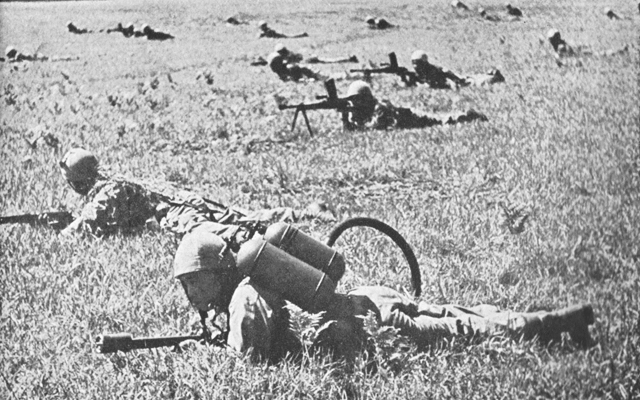
降下後に装備を整え展開した挺進兵。一〇〇式火焔発射機（手前）や九九式軽機関銃（中央）を保持している

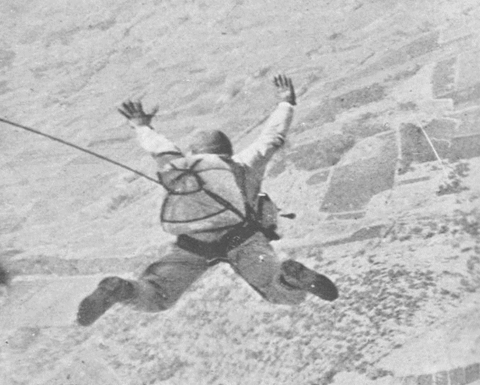
一式落下傘を装備して降下する挺進兵

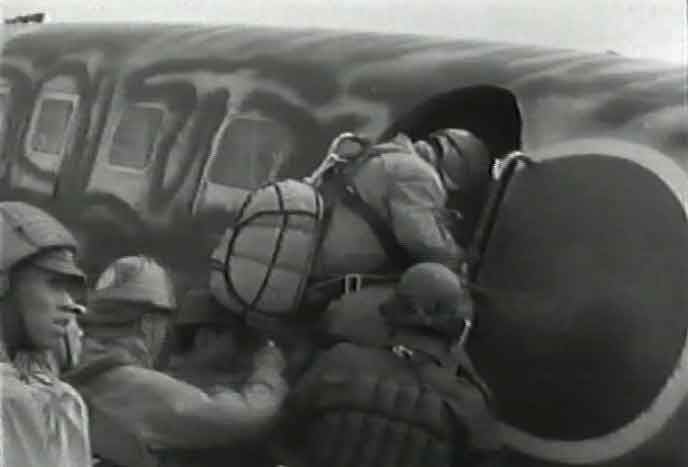
四式落下傘を装備した挺進兵

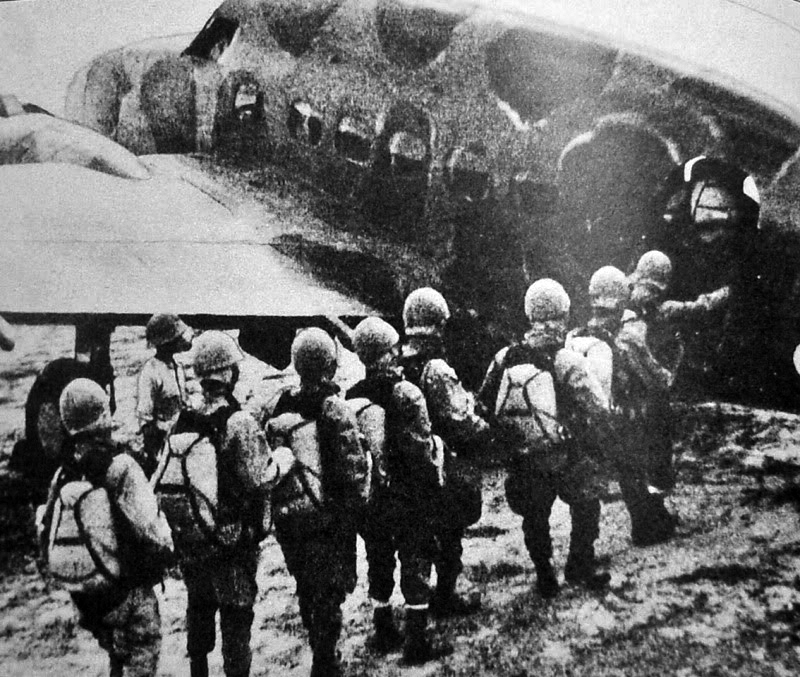
一式貨物輸送機に搭乗中の挺進兵

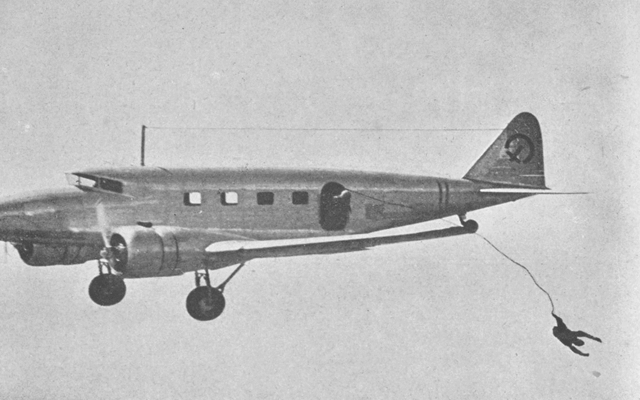
降下訓練機として使用中の九七式輸送機

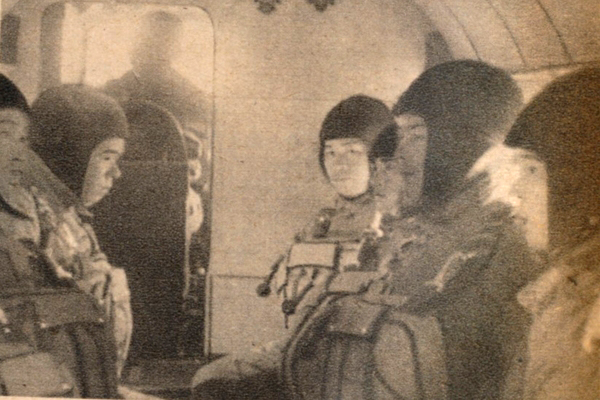
輸送機内の挺進兵

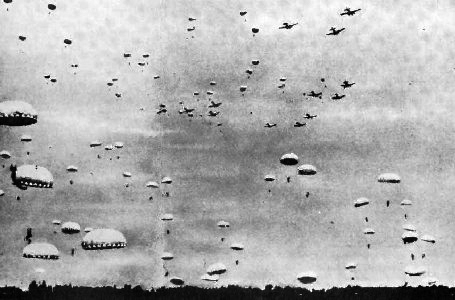
降下する挺進部隊

### 武器
- 九四式拳銃 - 全員に携帯用として支給。
- 九九式短小銃
- 二式小銃（テラ銃） - パラシュート降下用の分解可能な小銃。大戦後期に使用。
- 九九式軽機関銃 - 主力軽機関銃。
- 九二式重機関銃 - 主力重機関銃。
- 一〇〇式機関短銃 - 高千穂空挺隊や義烈空挺隊で使用。
- トンプソン機関短銃 - シンガポールの戦いで他隊が鹵獲したものが、パレンバン作戦後に600丁供給された[23]。
- 九七式自動砲
- 九七式手榴弾
- 九九式手榴弾
- 一〇〇式擲弾器
- 一〇〇式火焔発射機
- 八九式重擲弾筒
- 三十年式銃剣
- 二式銃剣

### 兵器
- 九四式三十七粍砲 - 歩兵砲として運用された。
- 九二式歩兵砲
- 九七式曲射歩兵砲
- 九四式山砲
- 一式機動四十七粍砲
- 九五式軽戦車 - 二式軽戦車が配備されるまで使用された。
- 二式軽戦車 - グライダー搭載用の空挺戦車。挺進連隊に協力する挺進戦車隊に配備。
- 特三号戦車 - グライダー飛行可能な空挺戦車。計画のみ。
- 九五式小型乗用車 - グライダー搭載用の軽車両。大戦末期には機関砲を装備し戦闘車両としても使用する予定であった[24]。

### パラシュート
- 一式落下傘
- 四式落下傘 - 高千穂空挺隊が使用。

### 輸送機
- 一〇〇式輸送機 - 主力輸送機。パレンバン空挺作戦や高千穂空挺隊で使用。
- ロ式輸送機/一式貨物輸送機 - 準主力輸送機。
- 九七式重爆撃機 - 物資投下や強行着陸に使用。
- 一〇〇式重爆撃機 - 高千穂空挺隊が強行着陸用に4機を使用。
- 九七式輸送機 - 教導挺進連隊・教導挺進飛行戦隊で降下訓練機として使用。
- 一式双発高等練習機 - 輸送機型を降下訓練機として使用。
- ク1 - 最初の実用輸送グライダー。乗員を入れて8人乗りで主に練習機として使用。
- ク7 - 試作大型グライダー。エンジン付きの派生型にキ105試作輸送機がある。
- ク8 - 主力グライダー。量産型はク8-II。

## 挺進連隊一覧
- 挺進第1連隊(1Ri) - 教導挺進第1連隊を復帰させて、その人員より編成。終戦時には主力は横芝、園田隊は千歳。
- 挺進第2連隊(2Ri) - 終戦時には宮崎県唐瀬原。
- 挺進第3連隊(3Ri) - 時期により教導挺進第3連隊。レイテ作戦時の秘匿名は「香取部隊」。レイテ島への降下参加者は連隊長の白井垣春少佐以下、全滅。終戦時にはネグロス島に生存者数名、ルソン島に若干名。隊舎の給水塔が遺構として、国立宮崎病院敷地内に現存する[25]。
- 挺進第4連隊(4Ri) - 時期により教導挺進第4連隊。レイテ作戦時の秘匿名は「鹿島部隊」。終戦時にはセブ島・ミンダナオ島・ネグロス島に生存者計24名。レイテ作戦時の連隊長だった斉田治作少佐は、第35軍参謀長の友近美晴少将とともにミンダナオ島へ転進して1945年6月20日に同島で戦死。
- 挺進第5連隊(5Ri) - 1943年9月に編成。当初は歩兵大隊のほか、重火器大隊を有した。1944年11月に復帰し、滑空歩兵第1連隊及び滑空歩兵第2連隊に改編。
- 滑空歩兵第1連隊(1Ki) - 主力はルソン島進出時に海没して壊滅。第1挺進集団主力として別動の2個中隊は、ルソン島の戦いでほぼ全滅した。
- 滑空歩兵第2連隊(2Ki) - ルソン島の戦いでほぼ全滅。クラーク地区の第1挺進集団本隊全体で生存者約100名。

## 映画・軍歌・絵画
「空の神兵」の興奮覚めやらぬ1942年、教導挺進連隊にて志願兵達が一人前の挺進兵になるまでの訓練の様子を記録した、ドキュメンタリー映画（記録映画）である『空の神兵 陸軍落下傘部隊訓練の記録』が公開された。さらに同作の同名主題歌である『空の神兵』（梅木三郎作詞・高木東六作曲）は日本軍落下傘部隊、特に挺進部隊を謳った軍歌として大ヒットし、戦後は事実上の後身である陸上自衛隊空挺部隊である第1空挺団に受け継がれている。また、同年には鶴田吾郎の『神兵パレンバンに降下す』を筆頭に数多の戦争絵画が描かれ発表されている。
軍歌（戦時歌謡）ではこのほか『陸軍落下傘部隊の歌』（陸軍航空本部選詞・山田耕筰作曲）、『大東亜戦争陸軍の歌』（朝日新聞社選定、佐藤惣之助作詞・古関裕而作曲）で挺進部隊およびパレンバン空挺作戦が謳われている。
特筆に価する点としては、1944年公開の加藤建夫中佐率飛行第64戦隊を描いたセミ・ドキュメンタリー映画『加藤隼戦闘隊』では、パレンバン空挺作戦の模様が実際に教導挺進連隊・教導挺進飛行戦隊協力のもとに撮影されている。戦後は1963年（昭和38年）公開の映画『パレンバン奇襲作戦』、1969年（昭和44年）公開の映画『あゝ陸軍隼戦闘隊』などで挺進部隊が描かれている。なお、史実のパレンバン空挺作戦では主力輸送機である一〇〇輸と一式貨輸が投入されていたが、『加藤隼戦闘隊』では後方の教導部隊を利用しているため代わって訓練機たる九七輸が用いられている。
絵画では1945年（昭和20年）に日本画家の吉岡堅二が『高千穂降下部隊レイテ敵飛行場を攻撃す』を製作した。この戦争画は戦後、軍国主義的であるとしてGHQに没収。1970年（昭和45年）、アメリカ合衆国から無期限貸与の形で他の作品とともに返還され東京国立近代美術館に収蔵されている。

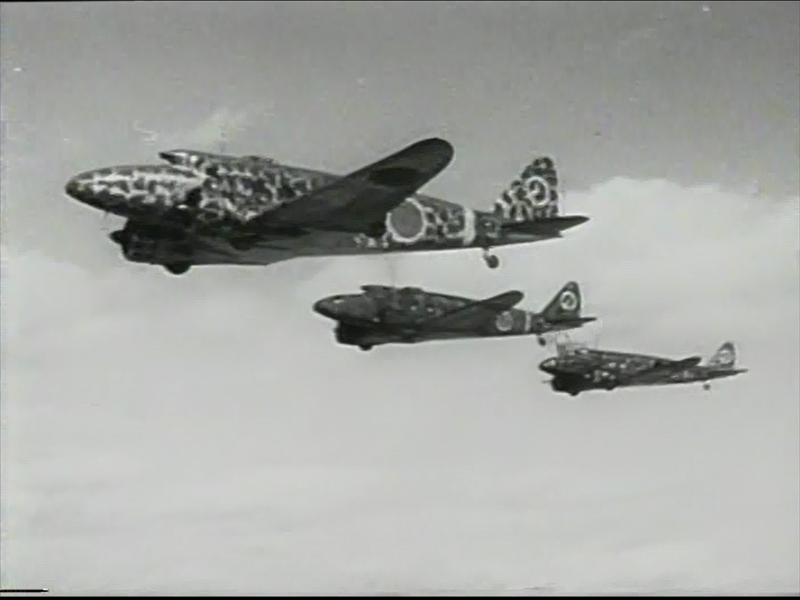
挺進部隊の訓練用九七輸（映画『加藤隼戦闘隊』）
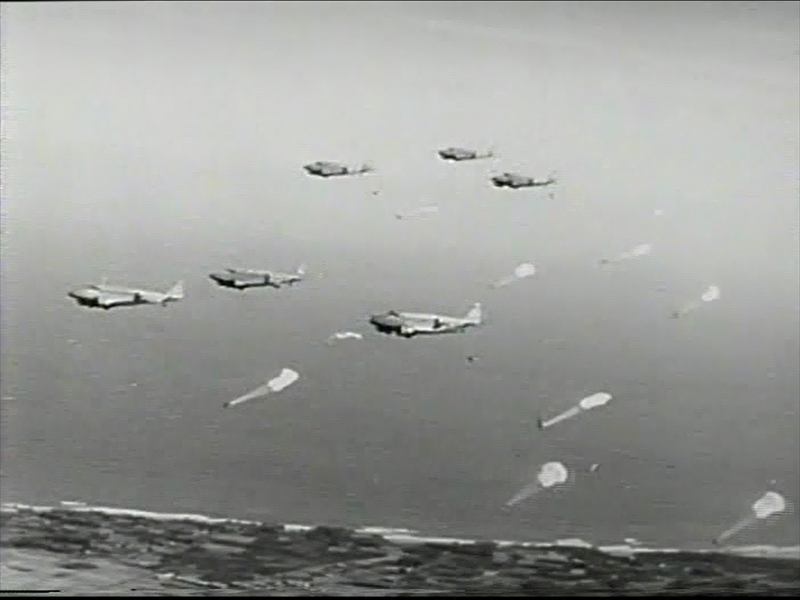
九七輸から降下する挺進兵（映画『加藤隼戦闘隊』）
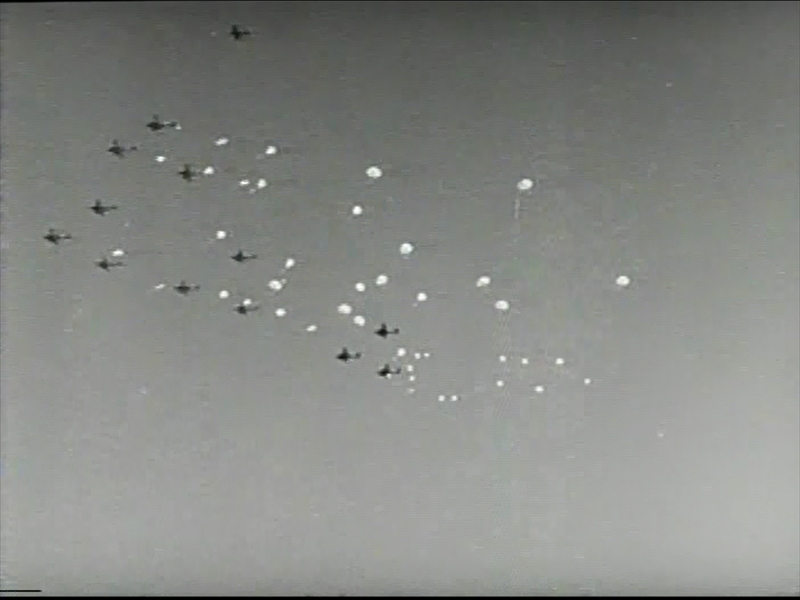
同左
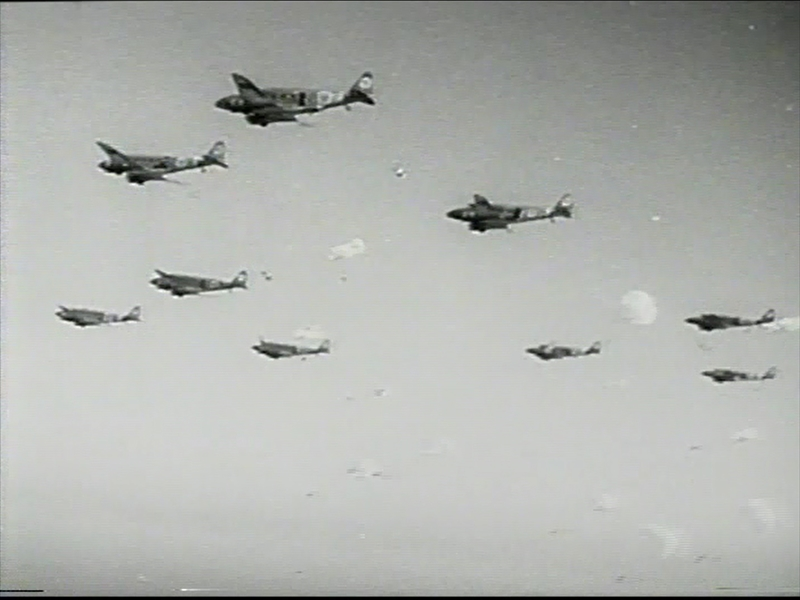
同左
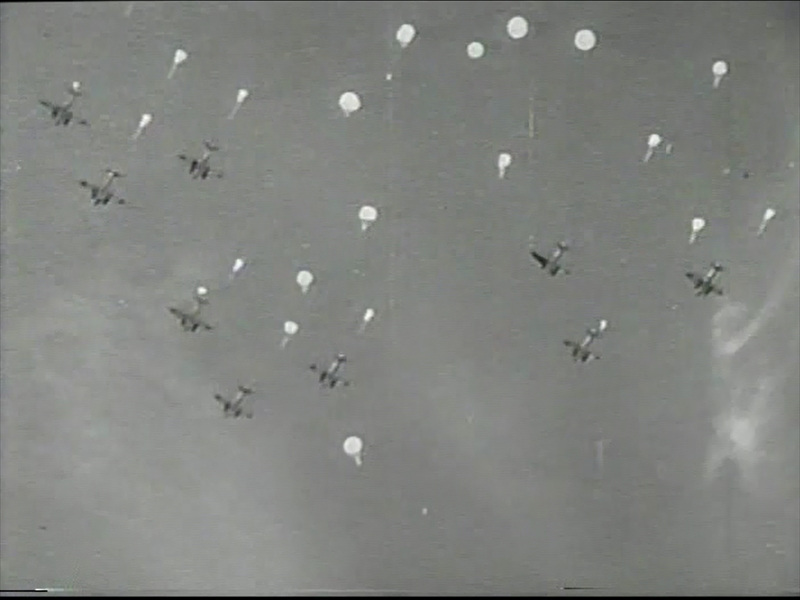
同左

## 記念碑等
歴戦で散った英霊を祀る「挺進神社」が1944年（昭和19年）、宮崎県唐瀬原（現：川南町）の陸軍挺身練習部構内に設置されたが、戦後GHQにより焼失。1949年（昭和24年）、練兵場跡地に建立された川南護国神社に合祀された。
1971年（昭和56年）、第1空挺団が駐屯する習志野駐屯地内に全日本空挺同志会により「空の神兵之像」が建立された。
1963年（昭和38年）、川南護国神社境内に「空挺落下傘部隊発祥之地」碑を建立、1991年（平成2年）、後世に記憶を残すため、空挺戦友会、全日本空挺同志会、遺族により、「川南護國神社に空挺部隊一万有余の英霊合祀の由来」碑が建立された。
このほか、第1挺進飛行団司令部跡である、新田原基地敷地内には「空挺歌碑」の碑がある。